# 레프 초르니
레프 초르니(러시아어: Лев Чёрный, 본명: 파벨 드미트리예비치 투르차니노프(Павел Дмитриевич Турчанинов), 1878년 ~ 1921년 9월 21일)은 러시아의 개인주의적 아나키스트 이론가이자 활동가, 작가이며 제3차 러시아 혁명의 주요 인물 중 한 명이었다. 1917년 초르니는 러시아 제국에 의한 오랜 정치범 생활에서 풀려났으며, 이후 빠르게 러시아 아나키즘의 주요한 인물이 된다. 다양한 아나키스트 출판물을 통해 볼셰비키 정부에 대한 강한 비판을 가한 이후, 그는 지하 저항 활동을 시작했다. 이후 체카에 의해 체포되어 위조 혐의를 뒤집어 쓰고 재판 없이 처형 되었다. 미국의 포스트 레프트 아나키스트인 제이슨 맥퀸(Jason McQuinn)은 그를 기리기 위해 소련이 붕괴될때까지 그의 이름을 필명으로 사용했다.

## 젊은 시절과 철학 그리고 투옥
초르니는 육군 대령인 아버지 파벨 디미트리비치 투르카니노프(Па́вел Дми́триевич Турчани́нов)의 자식으로 태어났다. 1907년 출판된 Associational Anarchism라는 책에서 초르니는 러시아 부르주아 사회에 대한 니체적 가치 전도를 옹호 했으며, 코뮌이 주체가된 사회를 개인의 자유를 억압할 수 있는 요소로 간주해 거부했으며, 대신 독립적인 개인의 자유로운 연합을 옹호했다. 아브리치나 앨런 앤트리프(Allan Antliff) 같은 학자들은 사회에 대한 이런 시각을 막스 슈티르너와 벤자민 터커에게 영향을 받은 것이라고 해석했다. 이 책의 출간 이후 초르니는 러시아 차르 체제에 의해 시베리아에 감금된다.

## 귀환과반볼셰비키활동
1917년에 시베리아에서 돌아온 뒤에 초르니는 모스크바 노동자들 사이에서 강사로서 인기를 누렸고, 당시 러시아를 대표하는 개인주의적 아나키스트이자 아나키즘의 대표적인 이데올로그가 되었다. 그는 니콜라이 2세의 퇴위 이후인 1917년 3월에 형성된 모스크바 아나키스트 그룹 연맹의 비서이자 수석 이론가였으며, 이들은 모스크바 빈곤층에게 프로파간다를 설파하는 것을 주요 목표로 했다.
초르니는 1918년 3월 5일에 열린 집회에서 초기 볼셰비키 정권을 비난했다. 그는 사회주의 국가는 이전의 부르주아 체제만큼이나 아나키스트의 적이며, 정부의 매커니즘을 마비시켜야 한다고 주장했다. 아나키스트 주간지인 Anarkhiia를 통해 그는 개인 주택의 점거를 강하게 옹호 했으며 분권화된 생산 수단과 내부 권력 구조의 완전한 부재를 제안했다. 1918년 봄 모스크바 연맹에 속한 아나키스트 그룹들은 저항 운동과 표현의 자유에 대한 증가하는 억압에 맞서기 위해 무장 분견대를 형성한다. 이는 흑위대라고 불렸으며, 러시아 내전에서 볼셰비키와 싸운 검은 군대의 선행 조직이였다. 4월 11일 밤, 체카는 공식적으로 "아나키스트 도적들"을 체포한다는 명분으로 모스크바 연맹의 건물을 급습했다. 그들은 흑위대와 총격전을 벌였으며 40여명의 아나키스트가 죽거나 부상을 입었으며 500 여명의 아나키스트들이 투옥되었다.

## 체포와 처형

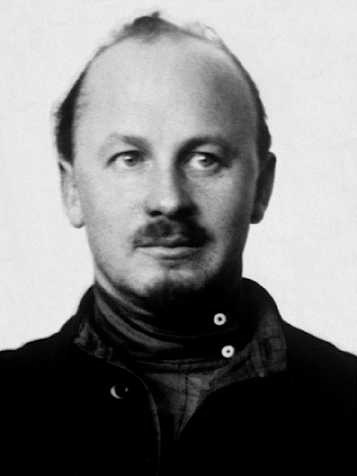
아나키스트의 모스크바 공산당 본부의 공격에서 부상을 입은 저명한 볼셰비키인 니콜라이 부하린

초르니는 1918년 그룹의 설립을 도움과 함께, "지하의 아나키스트들(Underground Anarchists)"이라고 불리는 지하 조직에 참여한다. 이 조직은 카지미르 코발레비치(Kazimir Kovalevich)와 표토르 소발레프(Piotr Sobalev)에 의해 만들어졌으며, 공산주의 독재를 인류 역사상의 최악의 폭정이라고 비난하는 브로드시트 2부를 발행했다. 1919년 9월 25일 지하의 아나키스트들은 사회혁명당 좌파의 사람들과 함께, 총회가 진행되고 있던 공산당 모스크바 위원회의 본부를 폭파 시켰다. 12명의 공산주의자들이 죽고 다른 55명은 부상을 입었으며, 이중에는 볼셰비키 이론가이자 Pravda 의 편집자인 니콜라이 부하린도 있었다. 초르니는 파냐 바론(Fanya Baron)과 함께 위조 혐의로 체포 되었다. 1921년 8월 모스크바 이즈베스티야는 초르니와 10명의 "아나키스트 도적들"은 재판 없이 총살 되었다고 발표했다. 하지만 아나키즘 역사가인 폴 애브리치는 초르니는 8월이 아니라 9월에 처형 되었다고 주장했다. 초르니는 공산당 본부 폭파 사건에 개인적으로 관여하지는 않았지만, 지하의 아나키스트들과의 연관으로 인해서 죄를 뒤집어 썼다. 공산주의자들은 그의 유해를 가족에게 돌려주는 것을 거부했으며, 죽기전에 심하게 고문 당했다는 소문이 떠돌았다.

## 전기
- Novoe napravlenie v anarkhizme: assotsiatsionnyi anarkhizm. 2nd edn, New York, 1923.
- O klassakh. Moscow, 1924.

## 같이 보기
- 러시아 혁명
- 비볼셰비키 좌파 봉기

## 참고 문헌
- Avrich, Paul (2006). 《The Russian Anarchists》. Stirling: AK Press. ISBN 1-904859-48-8.